# Głuchów (gmina)
Pour les articles homonymes, voir Głuchów.
Głuchów est une gmina rurale du powiat de Skierniewice, Łódź, dans le centre de la Pologne. Son siège est le village de Głuchów, qui se situe environ 20 km au sud de Skierniewice et 42 km à l'est de la capitale régionale Łódź.
La gmina couvre une superficie de 111,31 km2 pour une population de 6 001 habitants.

## Géographie
La gmina inclut les villages de Białynin, Białynin-Południe, Borysław, Celigów, Głuchów, Janisławice, Jasień, Kochanów, Michowice, Miłochniewice, Prusy, Reczul, Skoczykłody, Wysokienice et Złota.
La gmina borde les gminy de Biała Rawska, Godzianów, Jeżów, Rawa Mazowiecka, Skierniewice, Słupia et Żelechlinek.